# Howard Collins
Howard Collins (ur. 1949 w Mountain Ash) – brytyjski karateka, posiadacz stopnia mistrzowskiego 7 DAN w karate Kyokushin oraz tytułu shihan, członek Komitetu Technicznego Europejskiej Organizacji Karate.
W 1972 roku przeszedł test 100 kumite.

## Publikacje
- Howard Collins: The Absolute Karate. 1995. ISBN 91-630-3486-7. Brak numerów stron w książce
- Howard Collins: The Shodan. 2003. ISBN 91-631-3861-1. Brak numerów stron w książce
- Howard Collins: The Gateway. 2004. ISBN 91-631-3862-X. Brak numerów stron w książce